# إستر غيلر
إستر غيلر (بالإنجليزية: Esther Geller)‏ هي رسامة أمريكية، ولدت في 26 أكتوبر 1921 في بوسطن في الولايات المتحدة، وتوفيت في 22 أكتوبر 2015.